# Eilema auriflava
Eilema auriflava är en fjärilsart som beskrevs av Moore 1878. Eilema auriflava ingår i släktet Eilema och familjen björnspinnare. Inga underarter finns listade i Catalogue of Life.